# يان مورتيمر (مؤرخ)
يان مورتيمر (بالإنجليزية: Ian Mortimer)‏ هو مؤرخ بريطاني، ولد في 22 سبتمبر 1967 في Petts Wood ‏ في المملكة المتحدة.

## وصلات خارجية
- الموقع الرسمي